# Wiesoncholaimus mawsonae
Wiesoncholaimus mawsonae är en rundmaskart som beskrevs av John Inglis 1966. Wiesoncholaimus mawsonae ingår i släktet Wiesoncholaimus och familjen Oncholaimidae. Inga underarter finns listade i Catalogue of Life.